# Борзија (Муреш)
Борзија (рум. Borzia) насеље је у Румунији у округу Муреш у општини Растолица. Oпштина се налази на надморској висини од 497 m.

## Становништво
Према подацима из 2002. године у насељу је живело 91 становника, од којих су сви румунске националности.